# Ronny Rosenthal
Ronny Rosenthal (* 11. Oktober 1963 in Haifa) ist ein ehemaliger israelischer Fußballspieler.
Der Stürmer begann seine Karriere bei Maccabi Haifa, einem damals noch weit von der heutigen Spitzenmannschaft entfernten Verein, und erzielte dort beim ersten Profispiel mit 16 Jahren seine ersten zwei Tore. Im Jahr 1980 stieg Maccabi in die erste Division auf, und in der Saison 1983/84 gewann die Mannschaft die erste Meisterschaft.
Nach Differenzen ging Rosenthal zum FC Brügge. In den zwei Jahren dort gewann der Verein zwei Titel. Dann wechselte Rosenthal zu Standard Lüttich: dort gelang ihm der internationale Durchbruch. Später wechselte er zum FC Liverpool.
1990 schoss Rosenthal in seinen acht Spielen für Liverpool sieben Tore und wurde englischer Meister.
Später spielte er weniger erfolgreich und wechselte 1997 zum Aufstieg des FC Watford in die Premier League. Weitere Klubs waren Luton Town und Tottenham Hotspur.
Ronny Rosenthal bestritt 60 Länderspiele für Israel. 1999 beendete er mit 36 Jahren seine Spielerkarriere.

## Erfolge
- Israelischer Meister (2): 1983/84, 1984/85
- Belgischer Meister: 1987/88
- Englischer Meister: 1989/90
- FA-Cup-Sieger: 1992